# Bonte berkenboleet
De bonte berkenboleet (Leccinum variicolor)  is een paddenstoel in het geslacht Suillus. Hij is een ectomycorrhizavormend met berk (Betula) in loofbossen op min of meer voedselarme, zandige en lemige bodems. Hij komt vooral voor op open plekken en langs lanen.

## Kenmerken

### Uiterlijke kenmerken
Hoed
De hoed is bont van kleur, een vlekkerig-streperig patroon van lichte en donkere, bijna witte, bruine tot grijsbruine vlekken, soms vrijwel wit met donkere plekjes. 
Poriën
De poriën zijn crème-wit, vaak geelbruin gevlekt en  bruin wordend bij kneuzing. 
Steel
De steel is wit tot lichtgrijs, met fijne donkere schubjes in de bovenste helft, naar beneden toe worden de schubjes grover en groter. 
Vlees
Het vlees is wit, vaak roze verkleurend bij doorsnijden en groenblauw verkleurend in de schors en het onderste deel van de steel. Deze groene kleur blijft zichtbaar in gedroogde herbarium-exemplaren. Onmiskenbaar door de combinatie van een gevlekte hoed en de blauwgroene verkleuring van het vlees. 
Sporenprint
De sporenprint is bruin tot olijfbruin. 

### Microscopische kenmerken
De sporen zijn langwerpig en meten 14–19 × 5–7 μm.

## Soortelijke soorten
De meest vergelijkbare soorten zijn:
- gewone berkenboleet (Leccinum scabrum) die ook onder berken groeit, maar op drogere plaatsen en een lichtere hoed heeft, alleen in bruintinten.
- haagbeukboleet (Leccinum pseudoscabrum) die onder haagbeuken en hazelaar groeit, maar het vruchtvlees wordt grijspaars als het wordt gesneden.
- populierboleet (Leccinum duriusculum) die groeit onder populieren, heeft een grijsbruine hoed en het vruchtvlees wordt eerst rood en vervolgens zwart.

## Verspreiding
Hij wordt gevonden in Noord-Amerika, Europa en Azië. In Europa verspreidt hij zich van de Middellandse Zee tot IJsland en de Spitsbergen-archipel in de Noordelijke IJszee; hij komt alleen in het zuidoostelijke deel voor. 
In Nederland komt de bonte berkenboleet algemeen voor. Algemeen op de hoge zandgronden en in de duinen, juli-november.

## Ecologie
Ectomycorrhizapartner van berk op natte plaatsen op zure zand- of veengrond, vaak tussen veenmos (Sphagnum).